# ムバラ・エンゾラ
- ムバラ・ヌゾラ

ムバラ・エンゾラ（M'Bala Nzola, 1996年8月10日 - ）は、アンゴラ・カビンダ州出身、フランス・オーブ県トロワ育ちのサッカー選手。セリエA・ピサSC所属。アンゴラ代表。ポジションはFW。

## クラブ経歴
2010年にトロワACのユースアカデミーに入所。2014年にアカデミカ・コインブラと契約。2015年1月にトップチームに昇格し、同月29日のタッサ・ダ・リーガのFCポルト戦でプロデビューを果たし、デビュー戦でプロ初ゴールまで決めた。しかし、トップチーム定着までには至らず、以降は3部リーグなどでプレー。
2016年8月、セリエCのヴィルトゥス・フランカヴィッラ・カルチョと契約。2016-17シーズンはセリエCで11ゴールを記録。以降カルピFC、トラーパニ・カルチョなど、下部リーグでプレー。
2020年1月13日、スペツィア・カルチョに2019-20シーズン終了までのローン移籍で加入。加入後セリエBで7ゴールを記録。チームは3位に入り、昇格プレーオフを勝ち抜き、創設114年目で初のセリエA昇格が実現した。10月7日にスペツィアへの完全移籍が決まり、3年契約を締結。12月16日のボローニャFC戦でゴールを記録。更に2021年1月11日のUCサンプドリア戦でもゴールを決め、冨安健洋、吉田麻也とのマッチアップでゴールを決めるなど、存在感を発揮。初のトップリーグとなった2020-21シーズンは25試合11ゴールを記録し、セリエA残留に導いた。
2023年8月10日、ACFフィオレンティーナに移籍した。
2024年8月9日、RCランスに買取オプション付きローンで加入した。
2025年8月7日、ピサSCに期限付き移籍で加入。ローン契約には買取オプションおよび買い戻しオプションが付帯している。

## 代表経歴
2021年3月にアンゴラ代表に初招集。26日のアフリカネイションズカップ2021予選のガンビア戦で代表戦初出場を果たした。

## 人物
- 1996年にアンゴラの飛び地カビンダ州で生まれ、幼い頃に家族と共にフランスに移住してきた。その関係でフランスの市民権も所有している。
- 初のトップリーグ (セリエA)となった2020-21シーズンに11ゴールを決めたが、イタリアのメディアでは1ゴールに対する価値が4.4万ユーロ (約540万円) に相当すると紹介された[11]。